# گابریل آریاس
گابریل آریاس (انگلیسی: Gabriel Arias؛ زادهٔ ۱۳ سپتامبر ۱۹۸۷) بازیکن فوتبال اهل آرژانتین است.
از باشگاه‌هایی که در آن بازی کرده‌است می‌توان به باشگاه اتلتیکو ایندپندینته اشاره کرد.
وی همچنین در تیم ملی فوتبال شیلی بازی کرده‌است.